# Tejadilla
Tejadilla es una localidad, pedanía del municipio de Valleruela de Pedraza, localizado en la Tierras de Sepúlveda en la provincia de Segovia, Castilla y León, España.
Era conocida hasta el siglo XIX como Tejadilla de Abajo. Llegó a existir Tejadilla de Arriba pero hoy ha desaparecido.

## Demografía
| 19            | 18 | 14 | 19 | 18 | 19 | 23 | 15 | 11 | 18 | 14 | 20 |
| (Fuente: INE) |    |    |    |    |    |    |    |    |    |    |    |

## Cultura

### Fiestas
- San Antonio, el 13 de junio;
- San Cristóbal, el 10 de julio;
- La Virgen del Amparo, el 9 de septiembre, con una romería popular.[1][3]

## Personajes ilustres
- Dario Barrio, cocinero español que poseyó domicilio en la pedanía de Tejadilla.[cita requerida]